# Сабуров, Максим Захарович
Макси́м Заха́рович Сабу́ров (7 [19] февраля 1900, Дружковка, Екатеринославская губерния — 24 марта 1977, Москва) — советский партийный и государственный деятель, член ЦК КПСС (1952—1961), член Президиума ЦК КПСС (1952—1957), депутат Верховного Совета СССР 3—4 созывов, Верховного Совета РСФСР 2 созыва.

## Биография
Образование
1923—1926 — Коммунистический университет имени Я. М. Свердлова
1928—1933 — Московский механико-машиностроительный институт имени Н. Э. Баумана
Трудовая деятельность
1914—1915 — посыльный оптового магазина в Дружковке
1915—1916 — подручный слесаря коксобензольного завода
1916—1918 — токарь Донецкого завода
1918—1920 — чернорабочий обрубщик Торецкого завода
1920—1921 — продармеец Старобельского продотряда
1921—1923 — ответственный секретарь районного профсекретариата, секретарь уездного Бахмутского комитета РКСМ, секретарь Константиновского райкома РКСМ в Донецкой области
1926—1928 — пропагандист ЦК ВКП(б) на Донбассе
1933—1933 — инженер, заведующий технологическим бюро на московском заводе № 22
1933—1935 — заведующий инструментальным отделом, заместитель начальника ОТК Новокраматорского машиностроительного завода им. Сталина
1935—1936 — в командировке в США
1936—1937 — главный технолог Новокраматорского машиностроительного завода им. Сталина
1937—1938 — главный инженер Главка тяжелого машиностроения Наркомата машиностроения СССР
1938—1938 — начальник сектора машиностроения Госплана СССР
1938—1940 — заместитель Председателя Госплана СССР
1940—1941 — первый заместитель Председателя Госплана СССР
1941—1942 — Председатель Госплана СССР
1941—1944 — заместитель Председателя СНК СССР
1944—1946 — первый заместитель Председателя Госплана СССР
1946—1947 — заместитель Председателя Госплана СССР
В июне 1947 года М. З. Сабуров возглавил Комитет по радиолокации при Совете Министров СССР (Спецкомитет № 3), созданный на базе Совета по радиолокации при ГКО.
Он сменил Г. М. Маленкова на посту руководителя совета.
1947—1953 — заместитель Председателя Совета Министров СССР
1949—1953 — Председатель Госплана СССР
1953—1953 — Министр машиностроения СССР
1953—1955 — заместитель Председателя Совета Министров СССР — Председатель Госплана СССР,
1955—1957 — первый заместитель Председателя Совета Министров СССР, в 1955—1956 одновременно Председатель Государственной экономической комиссии Совета Министров СССР по текущему планированию народного хозяйства
В 1957 году наряду с К. Е Ворошиловым, Н. А. Булганиным и М. Г. Первухиным поддержал «антипартийную группу» (Г. М. Маленков, Л. М. Каганович, В. М. Молотов и примкнувший к ним Д. Т. Шепилов) в организации смещения Н. С. Хрущёва с поста 1-го секретаря ЦК КПСС.
1957—1958 — заместитель Председателя Государственного комитета Совета министров СССР по внешним экономическим связям
1958—1962 — директор Сызранского завода тяжёлого машиностроения (в Куйбышевской/Самарской области)
1962—1966 — директор Сызранского строящегося завода по переработке пластмасс
С 1966 года — на пенсии
Партийная и общественная деятельность
С 1920 года — член РКП(б)
1947—1958 — депутат Верховного Совета СССР
1952—1961 — член ЦК КПСС
1952—1957 — член Президиума ЦК КПСС
Умер 24 марта 1977 года. Похоронен на Кунцевском кладбище Москвы.

## Награды
- три ордена Ленина
- орден Трудового Красного Знамени

По инициативе ветеранов города Сызрань в феврале 2016 года территории около ДК «Авангард» в районе ул. Гидротурбинной было присвоено наименование «Площадь Максима Сабурова».

## Семья
Супруга Агния Фёдоровна, три сына — Владимир (1921), Айрат (1925), Михаил (1940), дочь Наталья.